# 춘천시·춘성군
춘천시·춘성군은 대한민국의 옛 국회의원 선거구이다. 당시 강원도 춘천시와 춘성군 지역을 관할했다.

## 역사
제6대 국회의원 선거를 앞두고 춘천시 선거구와 춘성군 선거구가 통합되면서 신설되었다.
제9대 국회의원 선거를 앞두고 철원군·화천군·양구군 선거구와 통합되어 춘천시·춘성군·철원군·화천군·양구군 선거구를 이루게 됨에 따라 폐지되었다.

## 역대 국회의원
| 선거   | 정당 | 정당       | 의원   |
| ------ | ---- | ---------- | ------ |
| 1963년 |      | 민주공화당 | 신옥철 |
| 1967년 |      | 민주공화당 | 김우영 |
| 1971년 |      | 신민당     | 홍창섭 |

## 역대 선거 결과

### 대한민국 제6대 국회의원 선거
|  | 35.67% |

|  | 26.26% |

|  | 18.57% |

|  | 7.30% |

|  | 4.18% |

|  | 3.78% |

|  | 3.02% |

|  | 1.17% |

|  | 0% |

### 대한민국 제7대 국회의원 선거
|  | 45.28% |

|  | 36.35% |

|  | 13.05% |

|  | 3.06% |

|  | 1.50% |

|  | 0.73% |

### 대한민국 제8대 국회의원 선거
|  | 52.79% |

|  | 44.82% |

|  | 0.95% |

|  | 0.76% |

|  | 0.65% |